# Oxyrhachis gracillima
Oxyrhachis gracillima är en gräsart som först beskrevs av John Gilbert Baker, och fick sitt nu gällande namn av Charles Edward Hubbard. Oxyrhachis gracillima ingår i släktet Oxyrhachis och familjen gräs. Inga underarter finns listade i Catalogue of Life.